# Comisión Juvenil de Texas

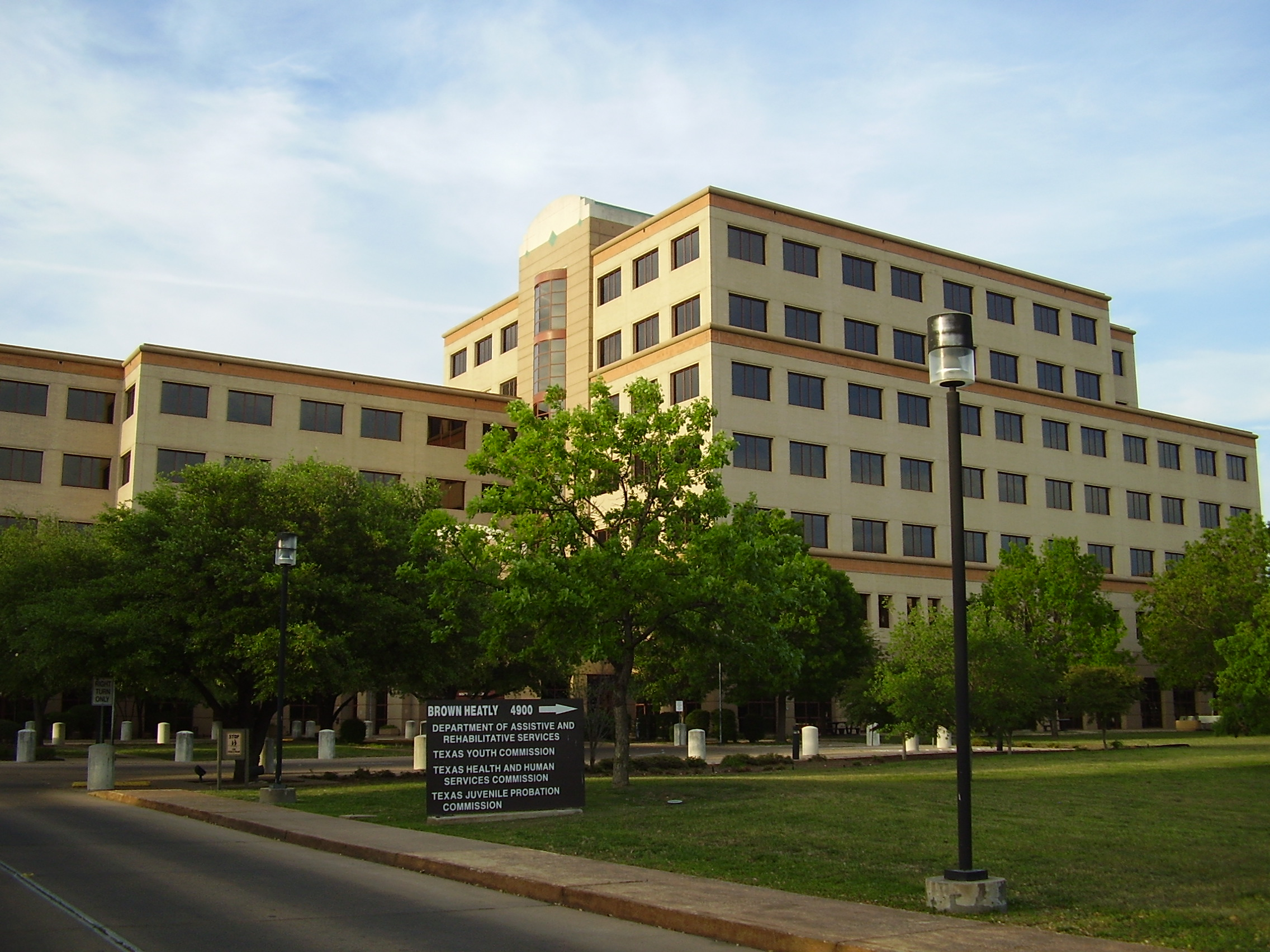
El Edificio Brown-Heatly albergó la sede de la comisión.

La Comisión Juvenil de Texas (idioma inglés: Texas Youth Commission, TYC) fue una agencia del estado de Texas en los Estados Unidos.
El departamento gestionó prisiones y cárceles para menores. Tenía su sede en el Edificio Brown-Heatly en Austin.
En primero de diciembre de 2011, el Departamento de Justicia Juvenil de Texas ha abrió, en sustitución de la Comisión Juvenil de Texas.

## Historia
En 1949 la Ley de Gilmer Aiken (Gilmer Aiken Act) estableció el Consejo de Desarrollo Juvenil de Texas (Texas Youth Development Council). En 1957 el gobierno convirtió el consejo en el Consejo Juvenil de Tejas (Texas Youth Council). En 1983 la Legislatura de Texas cambió el nombre del consejo. Ahora es la Comisión Juvenil de Texas.

## Instituciones

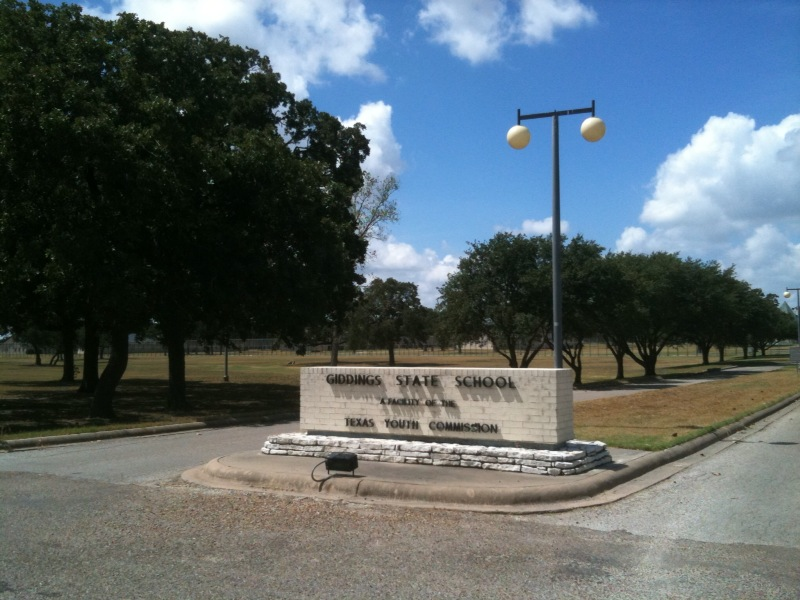
La Escuela Estatal de Giddings en un área no incorporada en el Condado de Lee

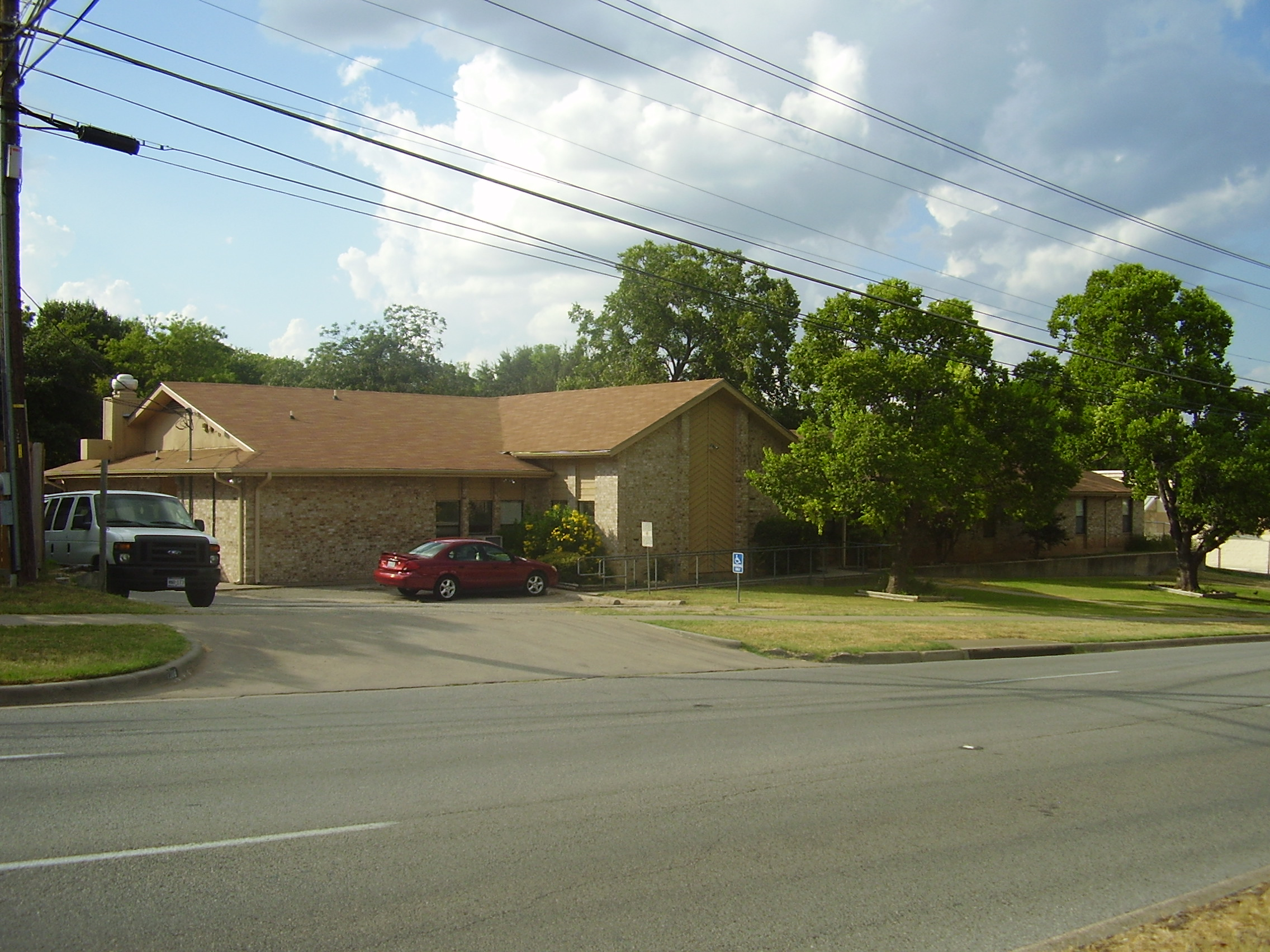
La Casa Turman en Austin

- Complejo Correccional Estatal Juvenil Ron Jackson (Anteriormente: Escuela Estatal de Brownwood[7]) (Brownwood) 
  - Unidad I (Anteriormente: Unidad Escolar Estatal I de Brownwood)
- Centro Juvenil Regional de Evins (Área no incorporada, Condado de Hidalgo)
- Escuela Estatal de Gainesville (Área no incorporada, Condado de Cooke)
- Escuela Estatal de Giddings (Área no incorporada, Condado de Lee)
- Recinto Correccional Juvenil del Condado de McLennan (Área no incorporada, Condado de McLennan)
  - Unidad I y Unidad II
- Centro Residencial Terapéutico de Corsicana (Corsicana)
  - (Anteriormente: Centro Residencial de Tratamiento de Corsicana, Centro Residencial Estatal de Corsicana[8])

TYC ha cerrado:
- Escuela Estatal de West Texas (Área no incorporada, Condado de Ward)[9]
- Centro de Orientación y Evaluación de Marlin (Marlin)[10]
- Escuela Estatal J.W. Hamilton Jr. (Bryan)[11]
- Escuela Estatal de San Saba (Área no incorporada, Condado de San Saba)[12]
- Campamento de Entrenamiento Militar de Sheffield[13]
- Centro de Seguridad de Justicia Juvenil de Coke County (Área no incorporada, Condado de Coke)[14] (GEO Group gestionó el centro[15])
- Academia Correccional Victory Field (Área no incorporada, Condado de Wilbarger)
- Escuela Estatal para Varones de Gatesville (Gatesville)[4]
- Escuela Estatal Mountain View (Gatesville)
- Escuela Estatal de Crockett (Crockett)
- Institución Correccional Estatal Al Price (Anteriormente: Escuela Estatal de Jefferson County[16]) (Área no incorporada, Condado de Jefferson)
- Complejo Correccional Estatal Juvenil Ron Jackson Unidad II (Anteriormente: Escuela Estatal de Brownwood[7] - Unidad Escolar Estatal II de Brownwood) (Brownwood)

## Centros de reinserción social
- Casa Ayres
- Casa Beto
- Casa Cottrell
- Rancho McFadden
- Casa Schaeffer
- Casa Edna Tamayo
- Casa Turman
- Casa Willoughby
- Casa York